# U-Bahnhof 1 Mai

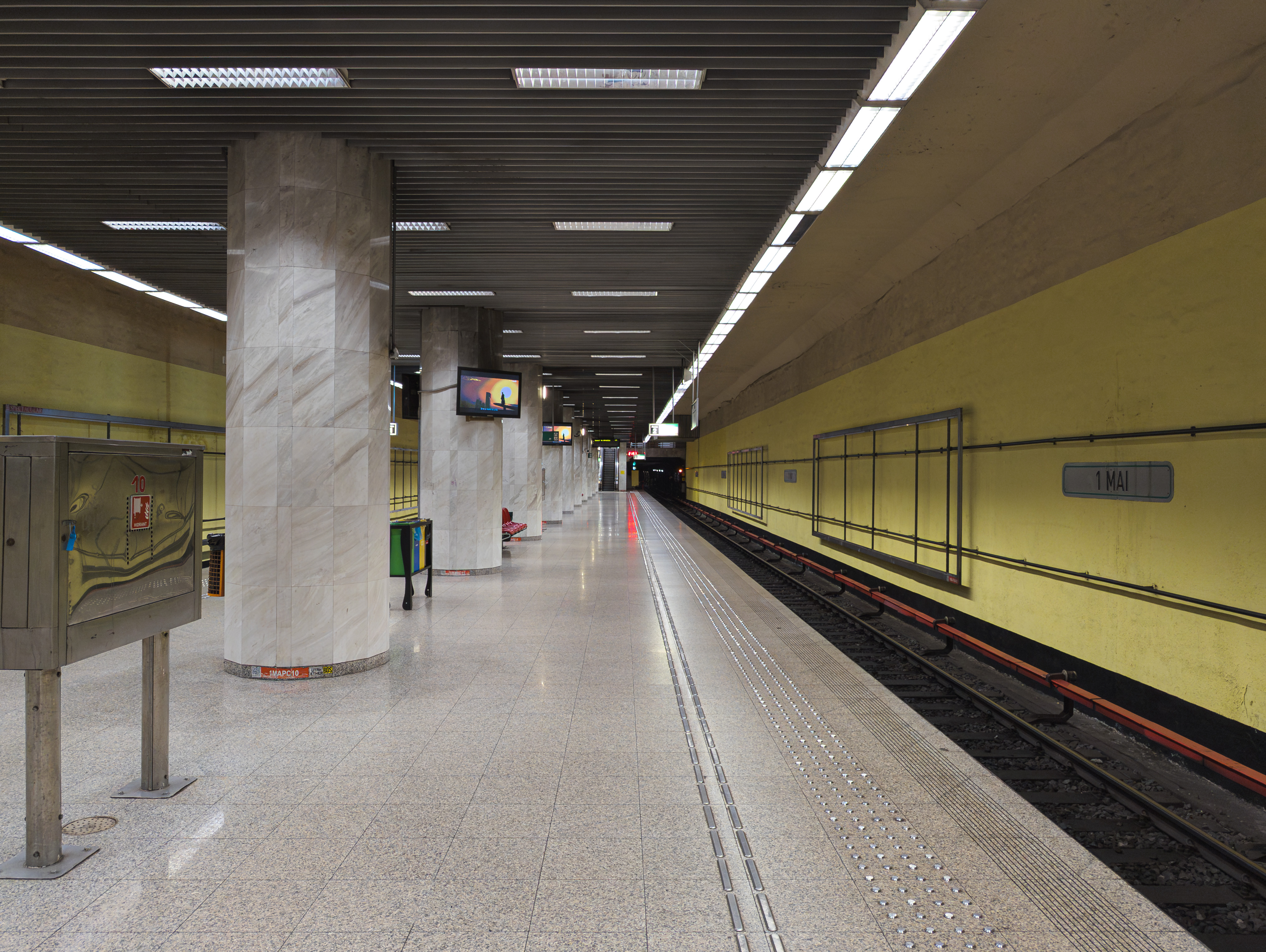
U-Bahnhof 1 Mai

Der U-Bahnhof 1 Mai ist eine Station der Linie M4 der Metro Bukarest. Sie liegt im Norden der rumänischen Hauptstadt unterhalb der Piața Clăbucet am Kreuzungspunkt der Hauptverkehrsstraßen Calea Griviței und Bulevardul Ion Mihalache. Die Station wurde am 1. März 2000 im Zuge der Eröffnung der Linie M4 eingeweiht. Sie diente bis zur Eröffnung der Verlängerung der Linie M4 nach Parc Bazilescu am 1. Juli 2011 als nördlicher Endhaltepunkt der Linie.
Der Name des U-Bahnhofs erinnert an den früheren Namen des Bulevardul Ion Mihalache: Bulevardul 1 Mai. Die Benennung wurde in der Öffentlichkeit zwiespältig aufgenommen. Zum einen wird der Begriff 1. Mai meist mit dem 1.-Mai-Markt in Verbindung gebracht, der in einer Entfernung von drei Kilometern zur U-Bahn-Station stattfindet. Zum anderen wurde eine andere Straße im Westen von Bukarest ebenfalls nach dem 1. Mai benannt.
Baulich folgt der Bahnhof den beiden anderen, gleichzeitig eröffneten Stationen der Linie M4: Grivița und Gara de Nord II.
Koordinaten: 44° 28′ 16″ N, 26° 3′ 2″ O